# Xya subantarctica
Xya subantarctica is een rechtvleugelig insect uit de familie Tridactylidae. De wetenschappelijke naam van deze soort is voor het eerst geldig gepubliceerd in 1954 door Willemse.